# Johanne Algren
Johanne Algren (født 1978) er en dansk autodidakt radiovært og forfatter og manuskriptforfatter. Hun flyttede hjemmefra som 15-årig og bosatte sig i London. I 1997 blev hun radiovært på Det Elektriske Barometer på P3. Siden 2006 har hun været tilknyttet DR, hvor hun har arbejdet på blandt andet P1 og DR Ramasjang-radio. Sideløbende har hun udgivet to ungdomsromaner, Louis (2008) og Louis liv (2011) nomineret til Kulturministeriets Børnebogspris.
2012 var hun hovedforfatter og vært til tv-serien Elefantvask sammen med Rebecca Bach-Lauritsen.
2012-15 var hun manuskriptforfatter på spillefilmen Holiday som udkom i 2018 sammen med instruktør Isabella Eklöf. Premiere 11. oktober 2018. I 2016 skrev hun sammen med Merlin P. Mann ungdomsromanen Bolsjoj.
Hun arbejder i 2018 på en ungdomstvserie baseret på en roman af Erlend Loe til HBO Nordic.